# Let's Go Luna!
Let's Go Luna! este un serial de televiziune animat canadiano-american creat de Joe Murray și produs de Brown Bag Films, 9 Story Media Group și PBS Kids.
Fiecare episod constă din două segmente de 11 minute. Între fiecare dintre cele două segmente de poveste de 11 minute ale fiecărui episod este un segment scurt care spune o poveste folclorică sau o melodie sau o poezie din țara respectivă.

## Distribuție
- Judy Greer ca Luna
- Aidan Wojtak-Hissong ca Leo
- Jaiden Cannatelli ca Andy
- Saara Chaudry ca Carmen